# 小池智子
小池 智子（こいけ ともこ、1960年 - ）は、日本の看護学者。慶應義塾大学看護医療学部・大学院健康マネジメント研究科准教授。東京医科歯科大学看護学博士。専門は臨床看護学、看護政策学。

## 経歴[1][2][3]
1960年、岩手県釜石市に生まれる。1982年、慶應義塾大学医学部附属厚生女子学院を卒業後、慶應義塾大学病院にて看護師として臨床や現任教育に従事する。1996年、明治大学文学部史学地理学科西洋史学専攻を卒業。1998年、東京医科歯科大学大学院医学系研究科保健衛生学専攻博士前期課程を修了。2001年、東京医科歯科大学大学院医学系研究科成人看護学専攻博士後期課程を修了（看護学博士）。論文の題は、「慢性関節リウマチ患者の疲労感と栄養状態との関連およびこれに影響する要因 」。同年、慶應義塾大学看護医療学部専任講師。2005年より現職。
その他、慶應義塾大学病院看護部キャリア開発センター副所長、日本看護管理学会理事、日本在宅看護学会理事、神奈川県看護協会・東京都看護協会等の認定看護管理者教育課程「ファーストレベル」、「セカンドレベル」講師、千葉大学認定看護師教育課程（乳がん看護）講師などの役職も務める。
また、医療系の学生が一堂に会して学ぶ連携教育プログラム開発に携わり、「慶應義塾大学医療系3学部合同ラオス・プライマリヘルスケア保健医療チーム活動プロジェクト」を運営するなど、「チーム医療」を推進。

## 専門分野
- 臨床看護学
- 看護政策学

## 社会活動
社会活動として、日本看護管理学会評議委員、神奈川県看護協会医療・看護安全対策委員、東京都看護協会認定看護管理者教育課程「ファーストレベル」「セカンドレベル」講師、千葉大学認定看護師教育課程（乳がん看護）講師など。

## 主論文
- 「政策研究の方法論」（日本看護協会出版会）
- 「医療機関における安全管理体制の実態調査に関する研究」（厚生労働省)